# Ortaffa
Ortaffa (katalanisch Ortafà) ist ein Ort und eine südfranzösische Gemeinde mit 1.889 Einwohnern (Stand: 1. Januar 2022) in der alten Kulturlandschaft des Roussillon im heutigen Département Pyrénées-Orientales in der Region Okzitanien.

## Lage
Der Ort Ortaffa liegt auf dem nördlichen Ufer des Tech in einer Höhe von ca. 40 m ü. d. M. am östlichen Rand der Pyrenäen. Der Ort ist rund 15 Kilometer (Fahrtstrecke) in südlicher Richtung von Perpignan entfernt; die alte Bischofsstadt Elne liegt circa sechs Kilometer nordöstlich.

## Bevölkerungsentwicklung
| Jahr      | 1800 | 1851 | 1901 | 1954 | 1975 | 1999 | 2012 |
| Einwohner | 145  | 335  | 612  | 512  | 606  | 1093 | 1270 |

Trotz der Reblauskrise im Weinbau und dem Verlust an Arbeitsplätzen durch die Mechanisierung der Landwirtschaft stieg die Einwohnerzahl der Gemeinde wegen ihrer relativen Nähe zur Großstadt Perpignan kontinuierlich an.

## Wirtschaft
Traditionell lebten die Einwohner als Selbstversorger von den Erträgen ihrer (Wein-)Felder und von ein wenig Viehzucht (Schafe, Ziegen, Hühner). Die heutzutage auf dem Gemeindegebiet produzierten Weine werden über diverse Appellationen vermarktet. Seit der Mitte des 20. Jahrhunderts sind Einnahmen aus dem Tourismus in Form der Vermietung von Ferienwohnungen (gîtes) hinzugekommen.

## Geschichte
Auf dem Gemeindegebiet wurden prähistorische Kleinfunde gemacht; Kelten, Römer, Westgoten und Mauren haben hingegen keine Spuren hinterlassen. Die erste Erwähnung der Kirche Sainte-Eugénie stammt aus dem Jahr 1145; zur damaligen Zeit war die Burg im Besitz der Bischöfe von Elne.

## Sehenswürdigkeiten
- Die einschiffige Pfarrkirche  Sainte-Eugenie entstand im 12. Jahrhundert; sie wurde jedoch in späterer Zeit durch eine Südvorhalle und eine neue Westfassade mit aufgesetztem Glockengiebel (clocher mur oder espadanya) verändert. Romanisch sind lediglich das Kirchenschiff und die Apsis, deren stilistisch eigenwillige hohe Blendarkaden jedoch den Historikern Rätsel aufgeben. Große Teile des Bauwerks sind seit 1964 als Monument historique anerkannt.[1]
- Von der mittelalterlichen Burg (château) der Bischöfe von Elne sind noch Teile erhalten; die Anlage dient heute als Hotel.
- Aus den Jahren 1898–1900 stammt der aus Ziegel- und Bruchsteinen gemauerte, aber in seiner Gestalt dem Pariser Eiffelturm nachempfundene Stadtturm. Er trägt eine schmiedeeiserne ‚Krone‘.

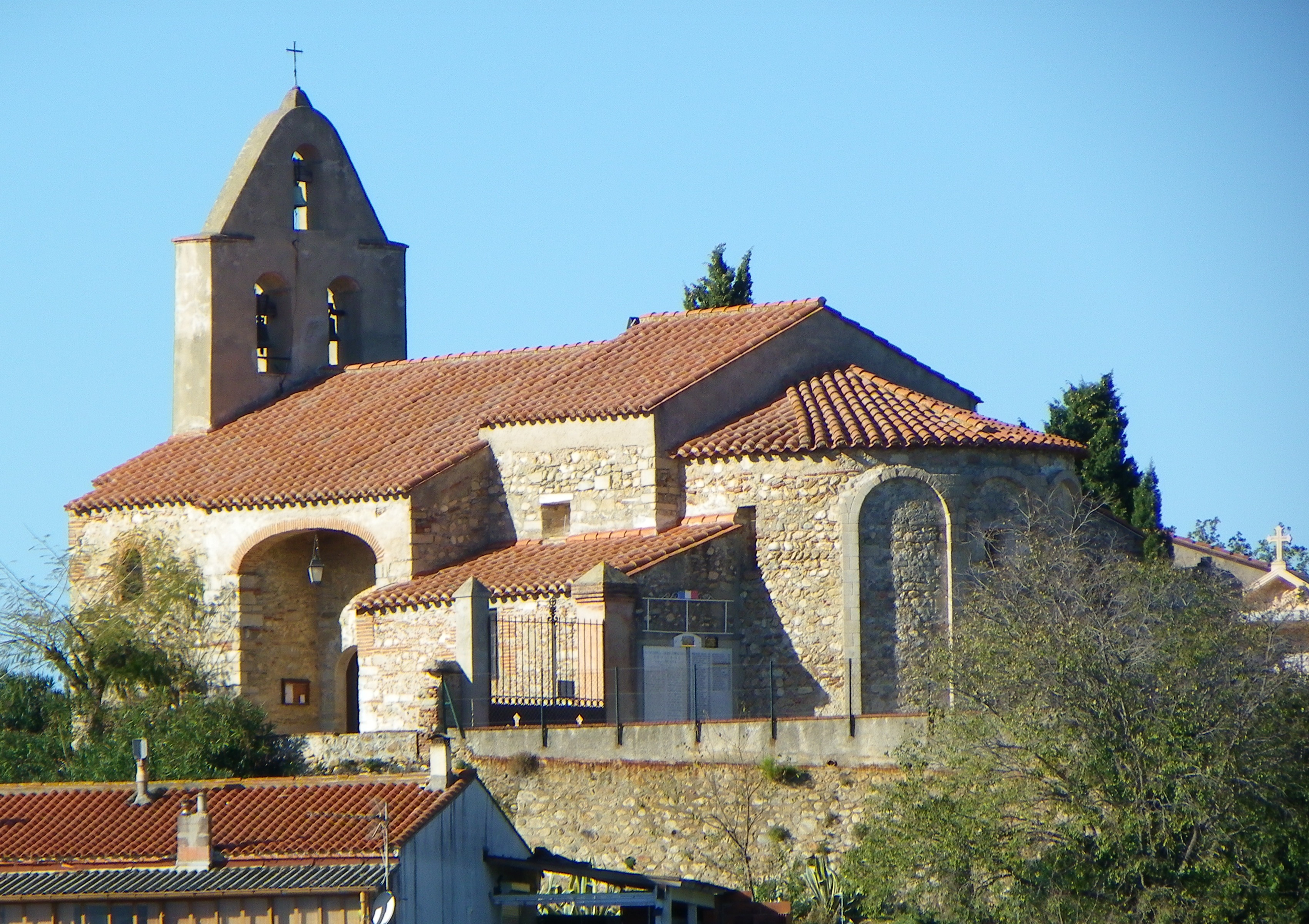
Église Sainte-Eugénie
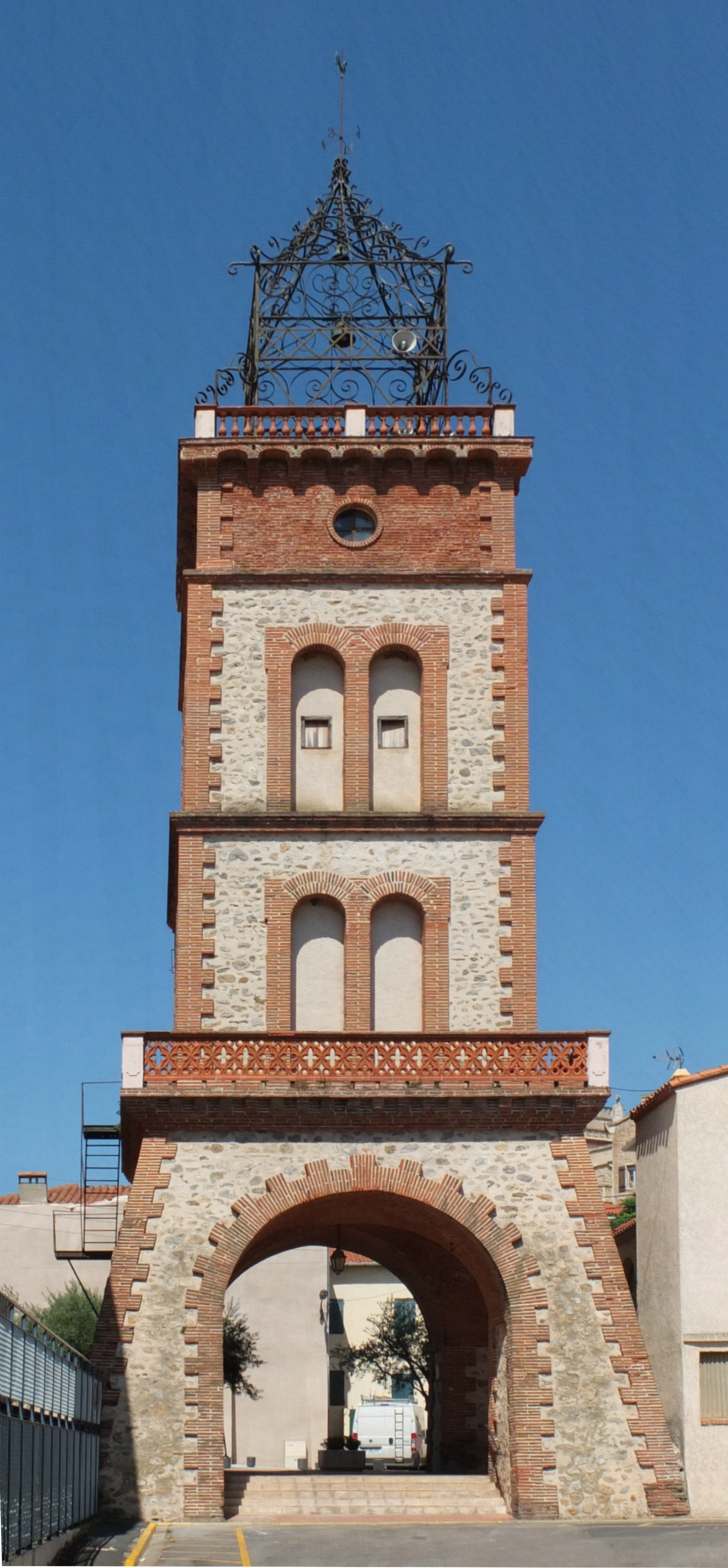
La Tour Eiffel
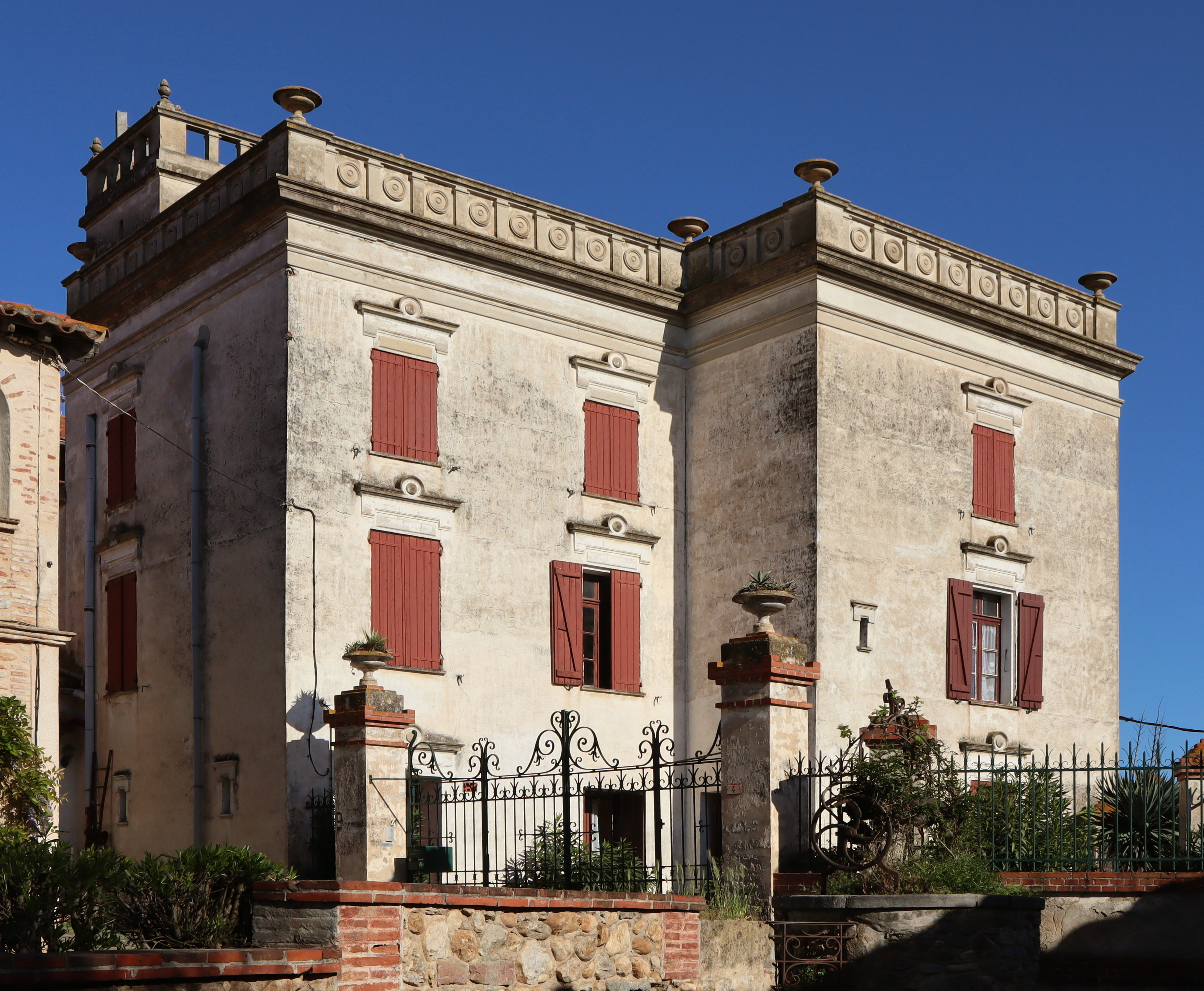
Château Ortaffa